# Leuchttisch

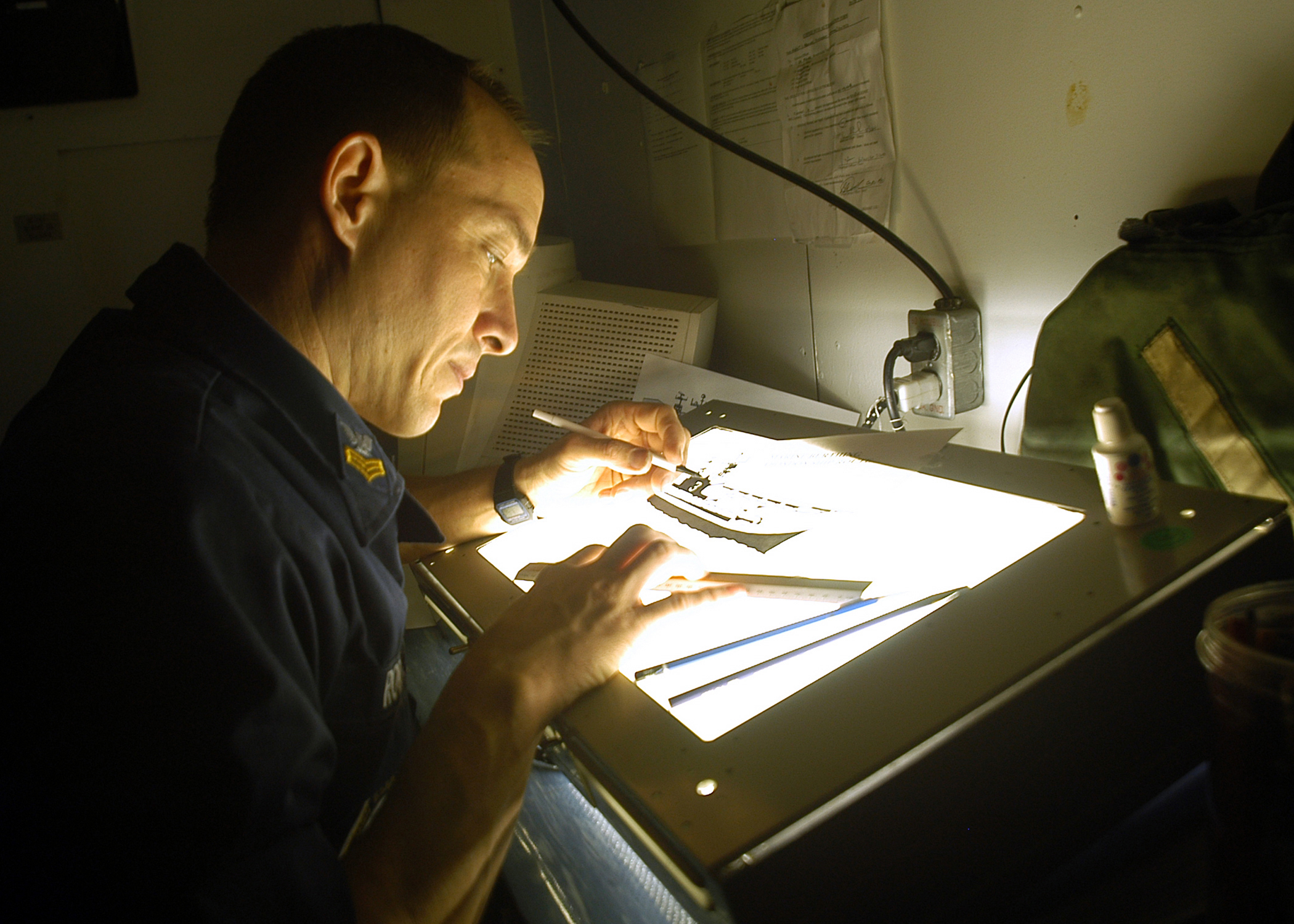
Arbeit an einem Leuchttisch

Der Leuchttisch ist ein Arbeitstisch, dessen Arbeitsplatte wegen der Lichtverteilung ganz oder teilweise aus sogenanntem Milchglas oder opakem Acrylglas besteht, die von unten durch eine künstliche Lichtquelle durchleuchtet wird.
Als Leuchtmittel werden meist Leuchtstoffröhren (Normlicht) verwendet, da auf gleichmäßige Ausleuchtung Wert gelegt wird. Auf dieser Arbeitsplatte lässt sich durchsichtiges Material (z. B. Plastikfolien, Filme, Transparentpapier) übereinander legen, fixieren und bearbeiten.

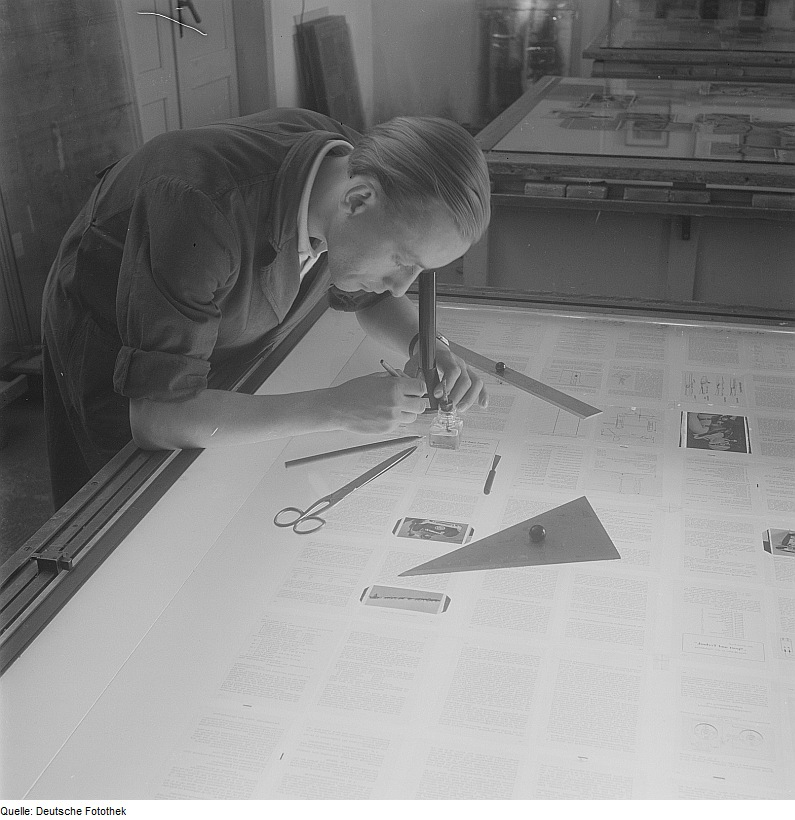
Leuchttisch im Fotosatz

Der Leuchttisch ist ein wichtiges Arbeitsmittel in Druckereien sowie in Film- und Fotostudios. Für die Betrachtung von radiologischen Aufnahmen werden vertikal ausgerichtete Leuchttische (auch Leuchtkästen) verwendet, die oftmals an der Wand montiert sind und eine Klemmvorrichtung besitzen, mit der das Bild festgehalten werden kann.
Als Leuchttisch werden auch Tische bezeichnet, die für den Wohnbereich als Kombination von Licht und Möbel angeboten werden. Derartige Designertische haben in der Regel eine acrylbeschichtete Oberfläche, die von darunter installierten LED-Lampen beleuchtet werden. Einige LED-Leuchttische lassen sich durch eine Fernbedienung mit Farb- und Programmwahl sowie Lichtdimmung steuern.
Siehe auch: Reproduktionsfotografie